# Coleção (álbum de Marisa Monte)
Coleção é a primeira coletânea da cantora brasileira Marisa Monte, lançada em 29 de abril de 2016.

## Contexto
O disco foi lançado dois anos após o último trabalho da artista, o projeto audiovisual Verdade, Uma Ilusão Tour 2012/2013, registro ao vivo de uma turnê musical que durou dois anos e levou Marisa a palcos ao redor do mundo, e a cinco anos de hiato de seu último disco em estúdio, O Que Você Quer Saber de Verdade.
É a primeira coletânea da artista, que sempre se mostrou avessa ao formato, além de ser seu primeiro lançamento oficial pela Universal Music, que adquiriu em 2011 a antiga gravadora da cantora, a EMI. Seu contrato ainda previa uma compilação, ideia que não agradou a cantora mas que Marisa decidiu explorar ao difere de outras coletâneas tradicionais uma vez que grande parte do repertório não faz parte da discografia da cantora. Em seu repertório, constam músicas que Marisa gravou fora de sua carreira principal, com parceiros ou sozinha, e que nunca haviam sido incluídos em seus discos até o momento, além de canções que fizeram parte de trilhas sonoras de filmes e canções autorais menos conhecidas. Segundo a cantora, a escolha do repertório constituiu um passeio por sua memória afetiva.
Segundo Marisa, entre 2014 e 2016 ela digitalizou todo o seu acervo (que continha músicas ainda em fitas), onde havia a presença de músicas gravadas e incluídas em discos de outros cantores. Marisa quis fugir do óbvio de selecionar as suas canções mais conhecidas do público e incluir essas canções pouco conhecidas e dispersas de sua carreira principal, para que fossem conhecidas. No disco há canções inéditas que jamais haviam sido lançadas antes e versões alternativas de músicas que a cantora já havia inserido em discos. A escolha das músicas partiu da própria artista.
De todas as canções do disco, apenas uma, "Esqueça", já era conhecida do público, uma vez que a canção costuma ser reproduzida em rádios.
A capa do disco é uma parte de um retrato da cantora, pintura inédita do artista plástico italiano Francesco Clemente, realizada em 2010. A arte foi divulgada pela cantora em 12 de abril de 2016. Marisa disse que Clemente costuma pintar ouvindo suas músicas, e a arte na capa "representa um pouco da minha história, me traz boas lembranças e materializa os encontros e as relações que a música e a arte me proporcionaram."
O disco foi anunciado em 29 de março de 2016 através de um vídeo postado no Instagram, onde tocava a canção "Nu com a minha música", escolhida como primeiro single do projeto. Dois dias depois, a cantora confirma seu lançamento para 29 de abril do mesmo ano, além de dizer que seu nome será Coleção.

## Lista de faixas
A lista de faixas do álbum foi divulgada em 14 de abril de 2016, quando o mesmo foi disponibilizado para pré-venda na plataforma digital iTunes.
| Coleção |                                                                                                   |                                              |                                                                                           |         |  |
| N.º     | Título                                                                                            | Compositor(es)                               | Mais informações                                                                          | Duração |  |
| 1.      | "Nu com a minha música" (tirada do álbum beneficente Red Hot + Rio 2 (2011))                      | Caetano Veloso                               | Em trio com Devendra Banhart e Rodrigo Amarante                                           | 4:07    |  |
| 2.      | "Cama (Uma Palavra)" (tirada da trilha sonora do filme Era uma vez (2008))                        | Marisa Monte Carlinhos Brown Arnaldo Antunes | Nunca lançada em disco                                                                    | 1:51    |  |
| 3.      | "É doce morrer no mar" (tirada do disco Café Atlantico, de Cesaria Évora (1999))                  | Dorival Caymmi Jorge Amado                   | Dueto com Cesaria Évora                                                                   | 3:42    |  |
| 4.      | "Carinhoso" (tirada da trilha sonora do filme Meu tempo é hoje (2003))                            | Pixinguinha João de Barro                    | Nunca lançada em disco. Dueto com Paulinho da Viola                                       | 1:52    |  |
| 5.      | "Alta noite" (originalmente lançada em Nome, de Arnaldo Antunes (1993))                           | Monte Brown Antunes                          | Versão inédita, em dueto com Arnaldo Antunes                                              | 3:37    |  |
| 6.      | "A primeira pedra" (originalmente lançada em Infinito Particular, 2006)                           | Monte Brown Antunes                          | Versão do EP ITunes Live from São Paulo (2011), com a participação de Gustavo Santaolalla | 3:36    |  |
| 7.      | "Dizem que o amor" (tirada do disco Argemiro Patrocínio (2002))                                   | Francisco Santana Argemiro Patrocínio        | Em dueto com Argemiro da Portela                                                          | 2:23    |  |
| 8.      | "Ilusion (Ilusão)" (tirada do disco MTV Unplugged (2008), de Julieta Venegas)                     | J. Venegas                                   | Em dueto com Julieta Venegas                                                              | 4:04    |  |
| 9.      | "Esqueça" (tirada da trilha do filme Casseta & Planeta: A Taça do Mundo É Nossa (2003))           | Mark Anthony Roberto Corte Leal              | Nunca lançada em disco                                                                    | 3:16    |  |
| 10.     | "Chuva no mar" (tirada do disco Canto, da cantora Carminho (2014))                                | Monte Antunes                                | Em dueto com Carminho                                                                     | 3:24    |  |
| 11.     | "Fumando espero"                                                                                  | Juan Viladomat Félix Garz                    | Nunca lançada em disco. Com a participação de Gustavo Santaolalla                         | 3:23    |  |
| 12.     | "Volta meu amor" (tirada do disco Tudo Azul, da Velha Guarda da Portela e produzido pela cantora) | Manaceia Áurea Maria                         | Disco e música produzidas pela cantora                                                    | 4:28    |  |
| 13.     | "Waters of March" (tirada do álbum beneficente Red Hot + Rio (1996))                              | Tom Jobim                                    | Dueto com David Byrne                                                                     | 3:15    |  |

## Desempenho nas paradas musicais
| Paradas (2016)           | Melhor posição |
| ------------------------ | -------------- |
| Brasil (ABPD Top Álbuns) | 1              |
| Portugal (AFP)           | 10             |

## Certificações
| Região                     | Certificação | Vendas certificadas |
| -------------------------- | ------------ | ------------------- |
| Brasil (Pro-Música Brasil) | Ouro         | 40,000^             |